# Dobrá víra
Dobrá víra (lat. bona fides [bona fidēs] – často v ablativu: bona fide [bonā fidē] = v dobré víře, angl. good faith, fr. bonne foi, něm. guter Glauben) je právní pojem a zároveň psychická kategorie. V dobré víře je ten, kdo je důvodně přesvědčen o oprávněnosti svého jednání. Pokud o neoprávněnosti svého jednání věděl, nebo objektivně vzhledem ke všem okolnostem vědět měl, v dobré víře být nemůže. Uplatňuje se zejména v soukromém právu, kde platí, se vychází z domněnky, že ten, kdo jednal určitým způsobem, jednal poctivě a v dobré víře. Jejím opakem je špatná víra (mala fides).

## Subjektivní a objektivní dobrá víra

### Subjektivní dobrá víra
Subjektivní dobrá víra je v právním prostředí označována jako psychická kategorie. Jedná se o vnitřní stav právnické nebo fyzické osoby, které je přesvědčená o správnosti svého jednání, což přináší danému člověku ochranu. Účelem subjektivní dobré víry je zmírňování nepříznivých následků. V právním řádu je především součástí skutkové podstaty jednotlivých zastoupení, dále se tento pojem objevuje v rodinném právu i jinde v občanském zákoníku, dále také např. v zákoně o ochranných známkách.
Při posuzování subjektivní dobré víry nezbývá nic jiného, než vycházet z právních domněnek,[zdroj?] které zní:
- Má se za to, že každá svéprávná osoba má rozum průměrného člověka i schopnost užívat jej s běžnou péčí a opatrností a že to každý od ní může v právním styku důvodně očekávat.[3]
- Činí-li právní řád určitý následek závislým na něčí vědomosti, má se na mysli vědomost, jakou si důvodně osvojí osoba případu znalá při zvážení okolností, které jí musely být v jejím postavení zřejmé. To platí obdobně, pokud právní řád spojuje určitý následek s existencí pochybnosti.[4]
- Kdo se veřejně nebo ve styku s jinou osobou přihlásí k odbornému výkonu jako příslušník určitého povolání nebo stavu, dává tím najevo, že je schopen jednat se znalostí a pečlivostí, která je s jeho povoláním nebo stavem spojena. Jedná-li bez této odborné péče, jde to k jeho tíži.[5]

### Objektivní dobrá víra
Objektivní dobrá víra je chápána jako právní zásada s mravním obsahem, je velice blízká kategorii dobrých mravů. Rozděluje se na aktivní a pasivní složku. Aktivní složka je Téglem definována jako „vlastní (aktivní) chování samotného subjektu (směřující vůči jinému subjektu např. za účelem splnění povinnosti vzešlé z určitého závazkového vztahu), které je v konkrétním případě v souladu s pravidly slušnosti, poctivosti a morálky, prosté jakékoliv snahy druhý subjekt oklamat, podvést, poškodit atd. Je to tedy poctivé, slušné, férové aktivní chování ve vztahu ke třetím osobám.“ Pasivní složka představuje očekávání (a z něj plynoucí přesvědčení) stejně férového jednání od druhého účastníka právního úkonu.

## Historie dobré víry
Dobrá víra zcela jistě není něčím, co by bylo právu známo jen krátkou dobu. Naopak, jedná se o instituci starou v podstatě jako právo samo, ne-li dokonce o figuru starší než právo. Již římští právníci s tímto pojmem hojně pracovali. Bona fides představuje kategorii, která relativně brzo získala v římském právu pozici všeobecného právního principu. Pojmu fides, resp. bona fides se dostalo v římské právnické literatuře mimořádného ohlasu. Tato instituce došla svého výrazu v pracích takových juristů, jakými byli Paulus, Ulpianus, Gaius, Papinianus, Celsus či Modestinus. I přes zájem těchto a mnohých dalších právníků mnoha zemí a mnoha staletí není dodnes uvedená kategorie (či právní pojem) uspokojivě vysvětlena.
Slovem fides Římané původně označovali jednu z bohyní, která reprezentovala, resp. personifikovala věrnost (die Treue) a pravdomluvnost (die Wahrhaftigkeit). Pojem fides bývá často překládán jako poctivost, věrnost danému slovu, mravní povinnost splnit závazek, ale i důvěra v poctivost jiného či důvěryhodnost. Prapůvod pojmu dobré víry lze spatřovat v obyčejovém právu (mos, consuetudo, mores maiorum). Zajímavé ovšem je, že „Neexistují žádné, tedy ani právní, psané prameny, které by se k tomuto problému vztahovaly, pokud se týká počátků zkoumaného pojmu. Dobrou víru totiž nemůžeme omezovat pouze na dobu, kdy se tento fenomén institucionalizoval, kdy se objevil v právních textech. Bona fides je mnohem starší, snad lze dokonce říci, že je starší než právo samo. Fides v obecném právním významu, tedy jak soukromého tak i veřejného práva, byla nejen chráněna právními normami, ale stejně tak, nebo spíše na prvním místě rovněž náboženskými představami. Její porušení totiž mělo za následek narušení smíru s bohy (pax deorum), vzbuzení jejich hněvu – (ira deorum) vyvolávající dvojí důsledek – právní odpovědnost a zároveň nutnost usmíření (piaculum).“